# Emmanuel Saez
Emmanuel Saez (født 26. november 1972 i Spanien) er en fransk og amerikansk økonom, professor ved University of California, Berkeley og direktør for forskningscentret Center for Equitable Growth sammesteds. Han er kendt for sit arbejde inden for offentlig økonomi og skattepolitik, hvor han ikke mindst har arbejdet sammen med sin landsmand Thomas Piketty. Han modtog i 2009 John Bates Clark-medaljen, der gives til "den amerikanske økonom under 40 år, som vurderes at have ydet det vigtigste bidrag til økonomisk tankegang og viden."

## Karriere
Saez fik en bachelor-grad i matematik fra École Normale Supérieure i Paris i 1994, en kandidatgrad i økonomi fra DELTA i Paris i 1996 og en ph.d.-grad fra MIT i 1999, hvor han havde James Poterba og Nobelpristageren Peter Diamond som vejledere. 1999-2002 var han adjunkt på Harvard University, og siden 2002 har han været ansat på Berkeley, fra 2005 som professor.
I 2009 modtog han John Bates Clark-medaljen. Komiteens begrundelse lød blandt andet: 

"Saez' arbejder angriber spørgsmål om økonomisk politik fra både teoretiske og empiriske synsvinkler, hvor han på den ene side forfiner teorien på måder, der forbinder kendetegnene ved optimal politik til målbare forhold ved økonomien og adfærden, mens han på den anden sideforetager omhyggelige og nytænkende empiriske studier, der er beregnet til at fylde hullerne i målingerne, som teorien har identificeret. Gennem en samling beslægtede artikler har han bragt teorien om beskatning tættere på praktisk politik og har været med til at genskabe en akademisk interesse for skatteforhold."

## Forskning
Saez har offentliggjort et omfattende arbejde inden for teorien om optimal beskatning og transfereringer, hvor han blandt andet har bidraget til områder som formue- og indkomstulighed, beskatning af kapitalindkomst samt tilbagetrækning fra arbejdsmarkedet. Ud over sit teoretiske arbejde er han forfatter til en række empiriske artikler, hvoraf mange anvender resultaterne fra hans teoretiske arbejde på mikroøkonomiske data for amerikanske husholdninger.
Saez' undersøgelser af formue- og indkomstuligheden har især fokuseret på personer i den allerøverste del af formue- og indkomstfordelingen: Den øverste ene procent og somme tider den øverste ene promille. Han var den første amerikanske økonom, der tilbage i 2002 gjorde opmærksom på, at indkomstuligheden i USA havde været voksende siden 1980'erne. Det baserede han på sit pionerarbejde, hvor han som den første anvendte nye data fra det amerikanske skattevæsen.
I 2011 var han sammen med Peter Diamond forfatter til en artikel, der argumenterede for, at den optimale marginalskat for de højeste indkomster i USA var på 73 % i stedet for de 42,5 %, som var den officielle sats på det pågældende tidspunkt. Artiklen vakte stor opmærksomhed i den amerikanske offentlighed.